# Eskatologi

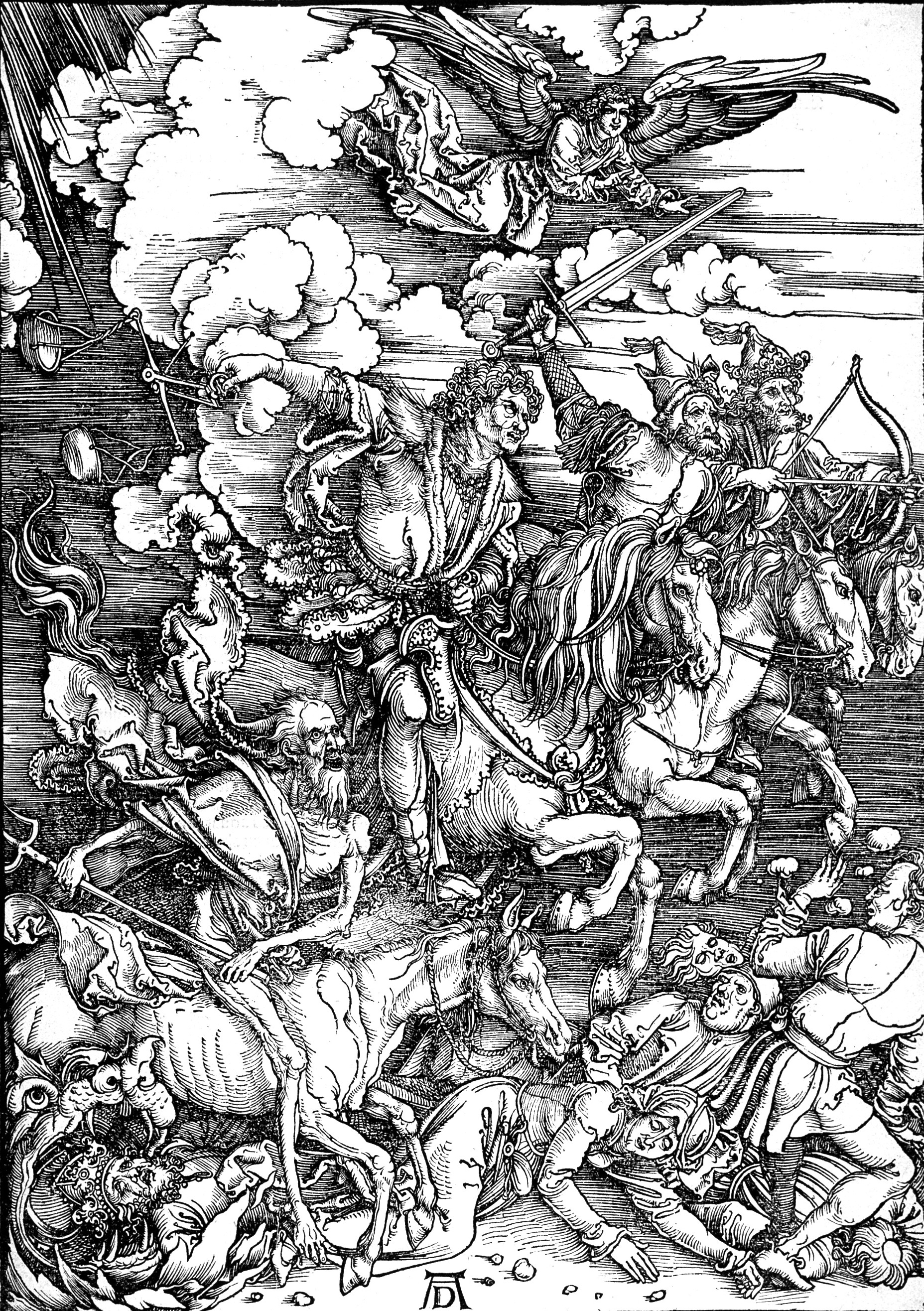
Albrecht Dürer – Apokalypsens fyra ryttare.

Eskatologi (av grekiskans eschatos, "ytterst", "sist", och logos, "lära"). Detta "sista" (eskaton) kan både tolkas som avslutningen av den enskilda individens liv och som världens upphörande eller tidens slut. Det finns även föreställningar om skillnader som beror på om historien har ett linjärt eller cykliskt förlopp. Eskatologi är inom framför allt olika religioner läran om de yttersta tingen och döden. I kristendomen knyts den till begrepp som vedermödan, Jesu återkomst som domare, tusenårsriket, den slutliga striden mellan Gud och Satan där det goda segrar och Gud upprättar en ny himmel och jord. Inom andra religioner väntar man på ankomsten av andra gudomliga figurer.

## Inom olika religioner och kulturer

### Asatron
Inom asatrons eskatologi kommer världens undergång att föregås av en lång vinter, fimbulvintern, skeppet Nagelfar kommer att siktas ute till havs och Fenrisulven slipper lös.
Midgårdsormen släpper greppet om sin svansspets och tar sig upp på land.
Världens undergång som sker efter detta kallas Ragnarök.[källa behövs]

### Bahá'í
Bahá'í-trons grundare skriver redan i början av samlingsverket Axplock från Bahá'u'lláhs skrifter att: "snart skall den nuvarande ordningen vecklas samman och en ny vecklas ut i dess ställe". Texten handlar dock inte om Guds förstörelse av jorden och upprättandet av en ny värld. Betydelsen framgår av textraderna strax innan, nämligen att världens alla folk tillsammans själv ska göra det som är behagligt i Guds ögon: nämligen tillsammans skapa en ny världsordning där tvisterna är upphört och där alla kan vistas i fullkomlig enhet och frid i skuggan av Guds omsorg och godhet. Enligt bahá'í har skapelsen ingen början och inget slut och eskatologiska utläggningar i andra religioner och deras texter betraktas symboliskt. Gud återkommer gång på gång med budskap till en mognande mänsklighet genom gudomliga uppenbarare som Zarathustra, Moses, Jesus, Muhammed, Bahá'u'lláh och så vidare. "Domens dag" är den dag en människa kommer i kontakt med och förstår Bahá'u'lláhs uppenbarelse och antingen förkastar den eller anammar den. "Himmel" och "helvete" är inga platser utan ytterligheter vad gäller själens tillstånd efter kroppens död.

### Hinduismen
Vishnutroende tror att mänsklighetens moraliska förfall kommer att leda till universums upplösning och därmed jordens undergång. Kalki är i indisk mytologi en av Vishnus (Guds) framtida avatarer och den gestalt Gud kommer att anta för att upplösa universum för att omskapa det.
De flesta hinduer anser att den nuvarande tidsåldern är Kali Yuga, den sista av fyra yugus som tillsammans utgör den aktuella universella cykeln, kalpan. Varje yuga har genomgått en gradvis försämring av den moraliska ordningen hos människorna och de flesta andra intelligenta varelser i universum med fri vilja och med allt mer komplexa samhällen. Normen under Kali Yuga är gräl och hyckleri. Varje kalpa varar 4,1–8 200 000 000 år, vilket är en period av en hel dag och natt för Brahma, som i sin tur kommer att leva till en ålder av 311 biljoner och 40 miljarder år. Cykeln av födelse, tillväxt, förfall och förnyelse på individnivå har således en gigantisk motsvarighet i den kosmiska ordningen, men påverkas mer av gudomligt ingripande i vaishnavitisk tro. 
Vissa hinduer är av åsikten att Shiva utan uppehåll förstör och omskapar världen.

### Islam
Islamisk eskatologi dokumenteras genom uttalanden av profeten Muhammed angående tecken på Domedagen. Profetens uttalanden i ämnet har traditionellt uppdelats i större och mindre tecken. Han talade om flera mindre tecken på att Domedagen närmar sig:
- Abu Hurairah rapporterade att Muhammed sade att den som överlever en tid skulle säkert se människor med piskor i sina händer som svansen på en oxe De ska stiga upp på morgonen i Guds vrede och gå hem på kvällen med Guds vrede.
- Abu Hurairah återberättade också att Muhammed sade att när ärligheten är förlorad i världen och makt och myndighet tillhör dem som inte förtjänar den kan vi förvänta oss Domedagen.
- Umar ibn al-Khattab rapporterade att Han [Profeten Muhammed] sade att Han inte visste mer än den som frågade om Domedagen, men också sade: "När slavflickan föder sin husmor och husbonde, och när du hittar barfota, utblottade getherdar tävla med varandra i byggandet av magnifika byggnader".
- "Innan domedagen kommer det att finnas stora lögnare, så se upp för dem."
- "När den mest onda medlemmen av en stam blir dess härskare, och den mest värdelösa medlemmen i en gemenskap blir dess ledare, och en man respekteras endast av rädsla för det onda som han kan göra, och när ledarskapet ges till människor som är ovärdiga det, väntar domedagen."

När det gäller de stora tecknen berättas att profeten Muhammed sagt:. "Det kommer inte att kallas till dom förrän tio tecken har dykt upp: Rök,  Antikrist, besten (som sårar folket), solens uppgång i väster, Jesu återkomst, framväxten av Gog och Magog och tre försänkningar (eller skakningar) i jorden: en i öst, en i väst och en tredje i Arabiska halvön" (den kronologiska ordningen av dessa händelser är inte klar).[källa behövs]

### Judendomen
Inom judendomen kallas världens undergång acharei hayamim (dagarnas slut). Tumultartade händelser omkullkastar världsordningen och skapar en ny ordning där Gud är allsmäktig.[källa behövs]
Enligt judisk tradition kommer de som lever vid tidens ände få se:
1. Judar i exil återsamlas i det geografiska Israel.
2. Israels fiender besegras.
3. Det tredje judiska templet i Jerusalem.
4. Uppväckande av de döda (techiat hameitim), eller uppståndelse.
5. Vid en tidpunkt kommer den judiska Messias att bli kung av Israel. Han kommer att dela upp Israel enligt de ursprungliga stamindelningarna och Gog kommer att attackera Israel. Striden kräver många dödsoffer men Gud räddar judarna. Det är detta slag som kallas Harmagedon. Efteråt kommer ingen ondska att finnas kvar och människorna får direkt andlig kontakt med Gud.

### Kristendomen
Inom kristendomen är Uppenbarelseboken i Nya Testamentet det mest kända eskatologiska resonemanget. I Uppenbarelseboken beskrivs Guds slutgiltiga seger över Ondskan, världens förnyelse och Ondskans motstånd före Guds dom. Uppenbarelseboken använder en mängd symboler, som till exempel Vilddjurets tal, 666. Eskatologisk undervisning finns även i evangelierna, där Jesus undervisar om sin återkomst vid historiens slut (se Matteusevangeliet 24-25; Markusevangeliet 13; Lukasevangeliet 21), och i Nya testamentets brev (exempelvis 1 Thessalonikerbrevet 4-5; 2 Thessalonikerbrevet 2; 2 Petrusbrevet 3). Gemensamt för Nya testamentets syn är att "den yttersta tiden" börjar med Jesu första ankomst, och att detta är Jesu egen undervisning. När han förkunnar att "Guds rike är nära" (Mark 1:15) syftar Jesus bland annat på att tiden nu är inne för Guds ingripande i världens historia. Från Nya testamentets perspektiv är allt som händer efter Jesu liv och död en del av "den yttersta tiden".
Kristna rörelser ägnar sig i varierande grad åt eskatologi. Fenomenet är kanske mest utmärkande för stora delar av pingströrelsen, sjundedagsadventisterna och andra frikyrkor – inte minst inom de ny-pentekostalistiska samfunden – där särskilt teorier om uppryckandet har vunnit stor popularitet sedan 1900-talet både inom teologi och populärkultur. Jehovas vittnen och Jesu Kristi kyrka av sista dagars heliga (mormonerna) utmärker sig vid att ha ett mycket starkt eskatologiskt fokus.
Eskatologi kan också förstås som ett visst perspektiv som bidrar till förståelsen av alla jordiska skeenden. Världen ses som, alltsedan syndafallet, stadd på en resa hem till Gud. Skapelsen är, även om den innehåller det som är gott och från början är skapad av Gud, i sin nuvarande form alltid trasig och ofärdig. Detta kommer till uttryck i form av orättvisor, smärta, krig, död, förtryck och annan synd. Det eskatologiska hoppet innebär då en förhoppning och ett löfte - från Guds sida - om att detta inte är beständigt. Lidande och orättvisor är inte en del av Guds goda utan en konsekvens av världens bortvändhet från Gud, avsaknad av Gud. Eskatologin i denna bemärkelse kopplas ofta till tankar om människan som ansvarig medskapare och är viktig inom exempelvis feministisk teologi, ekoteologi och hos teologer som Moltmann och Hauerwas med många, många fler.

#### Jehovas vittnen
Jehovas vittnen, som började utvecklades i USA under 1870-talet starkt influerad av Sjundedagsadventisterna och dess tro på och tolkningar av Bibelns profetior om tidens slut och Jesu återkomst, kännetecknas av en eskatologi, som förutsäger en ny världsordning där Jehova Gud genom sin son Jesus Kristus kommer att styra världen och göra slut på ondskan. Den nuvarande världsordningen, de politiska, religiösa och ekonomiska systemen, (men inte vår planet) kommer att förintas och alla människor som valt att inte följa Jehova Guds principer med den.
Jehovas vittnen tror att vi lever i den tid som bibeln kallar ”de sista dagarna”, som är början på den period då Jesus regerar i himlen, och då han väntar på att ta över jordens styre. De sista dagarna når sin kulmen vid Harmagedon, då arbetet med att förvandla jorden till ett paradis påbörjas, en återställelse av jorden som pågår i 1000 år. Den lilla hjorden, 144 000 fullständigt rena och obefläckade vittnen, kommer enligt Uppenbarelseboken att regera tillsammans med Jehova Gud och Jesus i en slags himmelsk regering. De övriga trogna kommer tillsammans med det stora flertalet människor som har dött att bli uppväckta i framtiden till liv på en paradisisk jord. Dessa människor kan bli många, för de som dött före Harmagedon (både rättfärdiga och orättfärdiga, både de som tjänat Jehova Gud och de som inte gjort det) kommer att uppväckas till liv. Under de tusen åren kommer alla att ställas inför ett liknande test som Adam fick, men misslyckades med. De kan välja om de vill lyda under Jehova Gud för evigt eller ej. De som väljer det förstnämnda kommer Jehova Gud att ge evigt liv i det nya paradiset här på jorden. De som inte klarar testet, ”de orättfärdiga”, kommer att tas bort av Jehova Gud.
Jehovas vittnen avvisar Treenighetsläran. Jesus var den första människan som fick en uppståndelse eftersom Jehova Gud inte tillät att Jesus – som skapades när universum skapades – skulle bli kvar i graven. Jesus kom till liv igen, men nu som en mäktig andevarelse. Jesus var den förste som fick en uppståndelse på detta sätt, enligt Jehovas vittnen, och han anses alltså inte vara den siste.

### Zoroastrismen
Zoroastrisk eskatologi är den äldsta kända eskatologin och har inspirerat såväl den judiska som den kristna och muslimska eskatologin.
Zoroastrierna uppfattar världshistorien som en strid mellan den gode Ahura Mazda (Ormusd) och den onde Anra Mainyu (Ahriman) som varar i tolvtusen år uppdelade på fyra stycken tretusenårs-perioder. Före och efter de tolvtusen åren är tiden oändlig.
1. De första tretusen åren skapas den osynliga andevärlden.
2. Under nästa tretusen år skapar Ahura Mazda sina goda väsen och människoandarna beslutar att förkroppsliga sig för att kämpa mot ondskan.
3. Med den tredje tretusenårsperioden börjar striden i världen och människosläktets historia. De gamla iranska hjältarna (urtidspatriarken Yima med flera) strider mot de onda, bland annat den trehövdade draken Dahaka. Vid periodens slut föds Zarathustra.
4. Med Zoroaster inleds den fjärde och sista perioden som är den vi lever i nu.

Den fjärde perioden indelas i tre millennier som var och en avslutas med att en profet föds.
1. De första tusen åren delas upp i metallåldrarna guld, silver, koppar och järn. Efter tusen år föder en jungfru profetens son som får fromheten att förökas.
2. Tusen år senare föds en profet som får bönen att förökas.
3. Efter det sista årtusendet föds en tredje profet, en upplyst Saoshyant ("den gagnerike").

Före profetens födelse sliter sig draken loss och slukar en tredjedel av mänskligheten. Saoshyant uppväcker de döda och alla människor samlas för den slutgiltiga fulländningen. De som begått någon av de tre dödssynderna (högmod, lögn, otro) delar djävlarnas lott och förbränns i världsbranden. Det är möjligt att renas från sina synder genom att undergå reningsstraff (som att förvisas till helvetet och pinas i tre dygn, jämför skärselden inom kristendomen). En meteor smälter malmen i alla berg. Metallen står som ett grunt hav över jorden. De ogudaktiga känner svedan, men för den fromme är det som en ljum mjölk. Nu utkämpas den sista striden mellan Herren och hans änglar och ondskans andemakter. Till sist jagas den onde ned i helveteshålan och förbränns i metallen (i en annan version försätts han i evig maktlöshet). De renade människorna samlas i fröjd på den jämnade jorden. Alla talar samma språk och görs odödliga med hjälp av en helig dryck. Allt blir himmel.